# Osso articolare

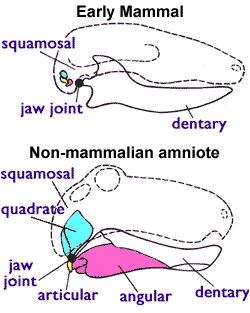
Mascella di mammifero e di un altro sinapside non mammifero. Nel primo, il quadrato e l'articolare sono più piccoli e formano parte dell'orecchio medio. Si noti che nei mammiferi la mandibola è costituita dal solo dentale.

L'osso articolare costituisce parte della mandibola in molti vertebrati, inclusi la maggior parte dei pesci, gli anfibi, gli uccelli, vari tipi di rettili e i mammiferi ancestrali.

## Anatomia
Nella maggior parte dei vertebrati, l'osso articolare si connette ad altri due ossi della mandibola, il sovrangolare e l'angolare. Dal punto di vista dello sviluppo, esso origina dalla cartilagine mandibolare embrionale: la porzione più caudale di questa cartilagine ossifica per formare l'osso articolare, mentre il resto rimane cartilagineo o scompare. Nei serpenti, invece, gli ossi articolare, sovrangolare e prearticolare si fondono per formare un osso composto, sul quale la mandibola, sospesa dall'osso quadrato, si articola.

## Funzione
In molti tetrapodi, l'osso articolare forma la parte inferiore dell'articolazione mandibolare, mentre la mascella superiore si articola sull'osso quadrato. Nei mammiferi, l'osso articolare si è evoluto per costituire il martello, uno degli ossicini dell'orecchio medio. Questa trasformazione, che rappresenta un'apomorfia tipica del clade dei mammiferi, viene utilizzata per identificare la transizione fossile verso i mammiferi. L'osso articolare è analogo, ma non omologo, al processo articolare presente nella mandibola; con la scomparsa dell'articolazione quadrato-articolare, la nuova articolazione della mascella nei mammiferi è formata dagli ossi squamoso e dentale.